# Свети Марко
Апостол и јеванђелист Марко (Јован Марко) био је син богате жене Марије, која је била пријатељ хришћанима, један је од апостола (ученика) Исуса Христа и аутор другог јеванђеља.
Према предању, његов ујак, Апостол Варнава и апостол Павле узели су га у пратњу на првом мисионарском путовању у Антиохију. Касније са ујаком Варнавом одлази на Кипар, а са апостолима Петром и Павлом у Рим.
Свети Петар поставља Марка за епископа и шаље га у Мисир да проповеда. Тако је Свети Марко био први проповедник Јеванђеља и први епископ у Мисиру. Проповедао је у Ливији, Амоникији и Пентапољу. Из Пентапоља прешао је у Александрију. У Александрији Свети Марко је основао цркву Божју, поставио епископа, свештенике и ђаконе.
Предање га сматра оснивачем Цркве у Александрији. Уморен од незнабожаца, сахрањен је био у Александрији. 828. године његово тело је украдено од стране млетачких трговаца и преведено у Венецију где данас лежи његов саркофаг у цркви светог Марка.
Апостол Марко је писац, по времену писања, другог јеванђеља, које носи његово име - Свето Јеванђеље по Марку.

## Марковдан
Српска православна црква слави светог јеванђелисту и апостола Марка - Марковдан 8. маја по Грегоријанском календару (25. април по Јулијанском календару). Марковдан се називао "нарочитим празником" Београда, будући да је слава старе цркве Светог Марка на Палилули, као и нове цркве.